# Hypsioma inornata
Hypsioma inornata là một loài bọ cánh cứng trong họ Cerambycidae.